# Grutungi
I Grutungi, o Greutungi, furono un popolo gotico che abitò le steppe del Mar Nero tra il III e il IV secolo. Ebbero stretti contatti con i Tervingi, altra tribù gotica che popolava la riva occidentale del Nistro. Secondo alcuni studiosi sono lo stesso popolo che diventerà famoso con il nome di Ostrogoti.

## Etnonimo
"Grutungi" potrebbe significare "abitanti della steppa" o "popolo delle coste ciottolose". La radice greut- si rifà probabilmente al termine antico inglese greot, che significa "ghiaia, terra". Questa teoria è supportata dalla prova che in passato venivano usato descrittori geografici per indicare le popolazioni che vivevano a nord del Mar Nero, sia prima che dopo gli insediamenti gotici, e dalla mancanza di uso della coppia Tervingi-Grutungi prima della fine del III secolo. È anche possibile che il nome "Grutungi" abbia origini pre-pontiche scandinave. Potrebbe significare "popolo della roccia", usato per distinguere gli Ostrogoti dai Geati (nell'odierna Svezia). Giordane fa riferimento ad una Evagreotingi (isola dei Grutungi) in Scandza, ma potrebbe trattarsi di una semplice leggenda. È stata anche avanzata l'ipotesi che il nome potrebbe riferirsi ad alcuni luoghi polacchi, ma sono state portate poche prove a sostegno di questa idea.

## Storia
Giordane, storico della metà del VI secolo, identifica i Grutungi del IV secolo con gli Ostrogoti del V-VI secolo. Giordane descrive anche un grande regno grutunge alla fine del IV secolo, ma Ammiano Marcellino, storico della fine del IV secolo, non ne parla. Numerosi storici moderni, tra cui Peter Heather e Michael Kulikowski, dubitano che fosse molto esteso, ed avanzano l'ipotesi di uno o più piccoli regni.

## Società
Götaland tradizionale
     Isola di Gotland
     Cultura di Wielbark all'inizio del III secolo
     Cultura di Chernyakhov all'inizio del IV secolo
     Impero romano

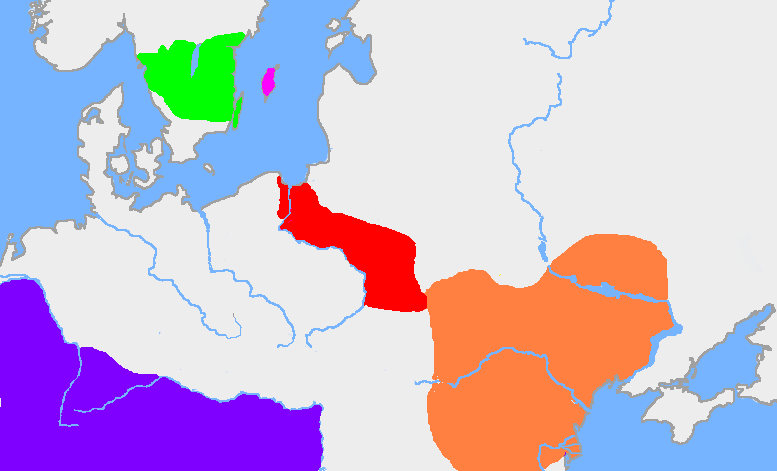
Götaland tradizionale
Isola di Gotland
Cultura di Wielbark all'inizio del III secolo
Cultura di Chernyakhov all'inizio del IV secolo
Impero romano

Per periodo storico e per area geografica i Grutungi, assieme ai loro vicini Tervingi, vengono fatti corrispondere alla cultura di Chernyakhov.

### Insediamenti
Gli insediamenti Chernyakhov sono gruppi aperti situati nelle vallate percorse da fiumi. Tra le abitazioni si riconoscono case seminterrate e case di superficie. Il più grande insediamento conosciuto, Budesty, copre 35 ettari. Molti villaggi sono privi di fortificazioni.

### Pratiche funerarie
I cimiteri Chernyakhov comprendono cremazione e sepoltura; in questo secondo caso la testa del defunto veniva fatta puntare a nord. Alcune tombe sono state lasciate vuote. Tra i beni sepolti con i defunti ci sono vasellami, pettini di osso ed arnesi in ferro; quasi mai sono state trovate armi tra questi oggetti.

## Relazione con gli Ostrogoti
La divisione dei Goti viene attestata la prima volta nel 291. La prima citazione dei Grutungi si ha in uno scritto di Ammiano Marcellino non precedente al 392, probabilmente successivo al 395. Egli basò la sua descrizione sulle parole di un capo Tervinge del 376. Gli Ostrogoti vengono citati la prima volta in un documento del settembre 392 di Milano. Claudiano li cita assieme ai Grutungi che abitavano la Frigia. Secondo Herwig Wolfram le fonti primarie parlavano di Tervingi/Grutungi o di Vesi/Ostrogoti senza mai mischiare le coppie. I quattro nomi venivano usati contemporaneamente, ma sempre rispettando le coppie, come in Gruthungi, Austrogothi, Tervingi, Visi.
Herwig Wolfram e Thomas Burns concludono che il termine "Grutungi" era un identificativo geografico usato dai Tervingi per descrivere un popolo che si autodefiniva come Ostrogoti. Questa terminologia sparì dopo che i Goti vennero fatti scappare dall'invasione unnica. A suo supporto, Wolfram cita Zosimo che parla di un gruppo di Scizi a nord del Danubio chiamati "Grutungi" dai barbari dell'Ister. Wolfram conclude che questo popolo erano i Tervingi rimasti dopo la conquista degli Unni. Secondo questa concezione Grutungi ed Ostrogoti furono più o meno lo stesso popolo.
Che i Grutungi fossero gli Ostrogoti era anche il parere di Giordane Egli identificò i re Ostrogoti da Teodorico il Grande a Teodato come gli eredi del re grutunge Ermanarico. Questa interpretazione, nonostante sia condivisa da molti odierni studiosi, non è universalmente condivisa. La nomenclatura di Grutungi e Tervingi cadde in disuso poco dopo il 400. In generale, la terminologia di una tribù gotica divisa dagli altri scomparve gradatamente dopo l'assorbimento fatto dall'Impero romano.